# Подставки (Золотоношский район)

По́дставки (укр. Підставки)  — село в Золотоношском районе Черкасской области, Украины. 

## Месторасположение
Село расположено на реке Супой в 48 км севернее районного центра — города Золотоноша и в 21 км от железнодорожной станции Ліплява.

## Известные люди
- Кочерга Иван Васильевич (1958) — заслуженный работник сельского хозяйства, председатель совета сельхозпредприятий Полтавской области, депутат 3-х созывов Полтавского областного совета, делегат 19-й конференции КПСС.